# 扬州号导弹护卫舰
扬州号导弹护卫舰（舷号578），正式名称为中国人民解放军海军扬州舰，简称扬州舰，是中華人民共和國海军第十九艘054A型导弹护卫舰。該艦屬於以柴-柴聯合（CODAD）為動力方式的艦艇，並可以单独或者协同海军其他兵力攻击敌水面舰艇及潜艇，具有较强的远程警戒和防空作战能力。扬州舰由沪东造船厂建造，于2015年9月21日入列东海舰队驱逐舰第六支队。舰名来自江苏省扬州市，是解放军海军舰艇第三次使用扬州命名，前两艘分别为6604型猎潜艇和鱼雷快艇。

## 艦史
- 2013年9月30日，下水。
- 2015年6月，完成海试。同年8月交付。同年9月21日，在浙江省舟山市举行交舰暨入列命名仪式，該艦被編入东海舰队的驱逐舰第六支队，正式服役。[3]
- 2015年12月31日至2016年1月1日，在东海某海域参与中国-巴基斯坦“朋友”海上联合军演。[4][5]
- 2016年4月23日，在人民解放军海军成立67周年纪念日，扬州舰在舟山码头对市民开放参观。[6]
- 2017年，和黄冈号导弹护卫舰、高邮湖号远洋综合补给舰一起，编入第二十六批护航编队。[7]2017年4月1日从舟山启航，同年12月1日返回舟山，除护航任务外，还先后访问了比利时、丹麦、英国、法国四国，历时245天，累计航程14.5万余海里。[8][9]
- 2018年4月22日，在上海吴淞军港对市民开放参观。[10]
- 2021年，和南京号导弹驱逐舰、高邮湖号远洋综合补给舰一起，编入第三十八批护航编队。2021年5月15日从舟山启航，同年11月15日返回舟山，任务历时185天，累计航行9万余海里，全程未靠港休整。[11][12]
- 2022年12月11日，从吳淞軍港启航，中午12時35分抵达长江口，执行中共第三代中央领导集体核心、前中共中央总书记江泽民的骨灰撒海仪式[13]。